# 베네통 포뮬러
베네통 포뮬러(Benetton Formula)는 1986년부터 2001년까지 참가한 포뮬러 원 컨스트럭터였다. 이 팀은 전 세계적으로 의류 매장 체인을 운영하는 베네통이 소유하고 있었다. 2000년에 이 팀은 르노에 인수되었지만 2000년과 2001년 시즌에는 베네통으로 경쟁했다. 2002년에 이 팀은 르노가 되었다. 베네통 포뮬러 팀은 1988년부터 1998년까지 알레산드로 베네톤이 의장을 맡았다.